# Aloe charlotteae
Aloe charlotteae är en grästrädsväxtart som beskrevs av J.-b.Castillon. Aloe charlotteae ingår i släktet Aloe och familjen grästrädsväxter.
Artens utbredningsområde är Madagaskar. Inga underarter finns listade i Catalogue of Life.